# Ормен-Ланге
Ормен-Ланге (норв. Ormen Lange, «длинный змей») — крупное газовое месторождение находится на территории континентального шельфа Норвегии. Открыто в 1997 году. Залежи на глубине 0,8-1,2 км.
Запасы оцениваются примерно в 400 млрд кубометров газа и 29 млн кубометров газового конденсата.
Месторождение разрабатывается несколькими нефтяными компаниями Equinor (28,8 %), Shell (17,2 %), Petoro (36 %), DONG Energy (10,9 %) и ExxonMobil (7,2 %). Ежегодные поставки к 2010 году должны составить порядка 70 млн кубометров газа и 50 тыс. тонн конденсата.
Газ с Ормен-Ланге будет поступать в Великобританию по самому длинному в мире подводному газопроводу «Лангелед», открытие которого состоялось осенью 2008 года. Газопровод соединяет норвежский город Нюхамна с британским Исингтоном и его протяжённость составляет 1200 километров.